# Тото (комік)
Тотò, справжнє ім'я — Антоніо Де Куртіс (Antonio De Curtis) (повне ім'я Antonio Focas Flavio Angelo Ducas Comneno De Curtis di Bisanzio Gagliardi) (нар. 15 лютого 1898, Неаполь − пом. 15 квітня 1967, Рим) — італійський комік, актор театру та кіно, письменник, співак і автор пісень. В Італії на сьогодні він справедливо вважається одним з найвідоміших та шанованих італійських акторів, коміків і телеперсонажів минулого століття. Хоча Тото відомий як комік, йому вдалося реалізувати також драматичні образи.

## Біографія
Народився 15 лютого 1898 року, в Rione Sanità, бідному районі Неаполя. Позашлюбний син Анни Клементе (Anna Clemente) і маркіза Джузеппе де Куртіс (Giuseppe de Curtis), який юридично визнав його своїм сином у 1937 році. До цього, в 1933 році, Тотò був усиновлений маркізом Франческо Ґальярді Фокас (Francesco Gagliardi Focas), що дало йому вагомий у той час титул.
У 1946 році, коли Consulta Araldica (орган з питань дворянства в Королівстві Італія) припинила свою діяльність, трибунал Неаполя визнав його численні титули, так що його повне ім'я було змінено з Антоніо Клементе на Антоніо Гріффо Фокас Флавіо Дука Комненос Ґальярді де Куртіс Візантії, Його Імператорська Високість, Палатин, Лицар Священної Римської імперії, екзарх Равенни, герцог Македонії і Іллірії, принц Константинополя, Кілікії, Фессалія, Понтуса, Молдови, Дарданії, Пелопоннесу, Граф Кіпру та Епіру, граф і герцог Дривасто і Дураццо. Для того, хто народився і виріс в одному з найбідніших неаполітанських районів, це здавалось великим досягненням, але комік, перераховуючи свої нові титули, щиро сміявся над їх істинною нікчемністю. Живучи в Rione Sanità, він познайомився з багатьма відомими артистами, як Едуардо Де Філіппо, Карло Скарпетта. Він почав свою кар'єру в маленьких театрах, де навчався мистецтву guitti[недоступне посилання з липня 2019], неаполітанських коміків, спадкоємців традиції комедія дель арте.

### Творчість
У 1922 році він переїхав до Риму, щоб грати у великих театрах. Він виступав у жанрі avanspettacolo (водевілі — суміш музики, балету і комедії), перед основною виставою. В 1930-х роках у нього була своя компанія, з якою він подорожував по Італії. У 1937 році він з'явився у своєму першому фільмі "Fermo con le mani"; загалом знявся в більш ніж 100 фільмах, в той же час його виступи постійно транслюються по італійському телебаченні. Багато з його фільмів містять його ім'я в назві. Найвідоміші його фільми: Fifa e Arena, Totò al Giro d'Italia, Totò Sceicco, Guardie e ladri, Totò e le donne, Totò Tarzan, Totò terzo uomo, Totò a colori (1952 рік, перший італійський фільм в кольорі), I soliti ignoti, Totò, Peppino e malafemmina, «Закон є закон», Uccellacci e uccellini, епізод «Що таке хмари» з «Каприз по-італійськи»(Capriccio all'italiana, фільм вийшов посмертно). В останніх двох фільмах він розкрив свої драматичні здібності, завдяки режисерові П'єру Паоло Пазоліні. Хоча суворі критики почали визнавати його талант тільки після його смерті.
Персонаж Тото з його особливо неправильними рисами обличчя (через аварію в підлітковому віці) і його унікальний «фірмовий» трюк — здатність керувати своїм тілом, як маріонеткою, незабаром стали дуже популярними і його комічні жарти здобули широке визнання. Деякі його «перчені» жарти стали предметом парламентського розслідування, оскільки, враховуючи його популярність, вони були політично небезпечні для уряду правлячої в той час консервативної партії «Democrazia Cristiana» (Християнська Демократія).
У 1950-х роках Тото почав складати вірші. Найбільш відомим є A Livella, в якому зарозуміла багата людина і скромний бідняк зустрічаються після їх смерті і обговорюють свої розбіжності. Тото був також автор пісень — Malafemmena (фатальна, норовлива жінка), присвячена його дружині Діані після їх розлучення, вважається однією з найкращих італійських пісень.

### Масонство
Тото був членом неапольської масонської Ложі «Fulgor» з липня 1945 року, а також римської «Fulgor Artis», яку сам і заснував. Обидві входили до складу «Найяснішої Великої Національної Італійської Ложі», сучасна назва — Велика Ложа Італії Алам.

## Фільмографія
- Fermo con le mani!, режисер Gero Zambuto (1937)
- Animali pazzi, режисер Carlo Ludovico Bragaglia (1939)
- San Giovanni decollato, режисер Альмето Палермі (1940)
- L'allegro fantasma, режисер Альмето Палермі (1941)
- Arcobaleno, режисер Джорджо Ферроні (1943)
- Due cuori fra le belve, перевидано після війни з назвою Totò nella fossa dei leoni, режисер Джорджо Сімонеллі (1943)
- Il ratto delle Sabine, перевидано після війни з назвою Il professor Trombone, режисер Маріо Боннард (1945)
- I due orfanelli, режисер Маріо Маттолі (1947)
- Fifa e arena, режисер Маріо Маттолі (1948)
- Totò al giro d'Italia, режисер Маріо Маттолі (1948)
- I pompieri di Viggiù, режисер Маріо Маттолі (1949)
- Yvonne la nuit, режисер Джузеппе Амато (1949)
- Totò cerca casa, режисер Стено, Маріо Монічеллі (1949)
- Totò le Mokò, режисер Carlo Ludovico Bragaglia (1949)
- L'imperatore di Capri, режисер Луїджі Коменчіні (1949)
- Totò cerca moglie, режисер Carlo Ludovico Bragaglia (1950)
- Napoli milionaria, режисер Едуардо Де Філіппо (1950)
- Figaro qua, Figaro là, режисер Carlo Ludovico Bragaglia (1950)
- Le sei mogli di Barbablù, режисер Carlo Ludovico Bragaglia (1950)
- Tototarzan, режисер Маріо Маттолі (1950)
- Totò sceicco, режисер Маріо Маттолі (1950)
- 47 morto che parla, режисер Carlo Ludovico Bragaglia (1950)
- Totò terzo uomo, режисер Маріо Маттолі (1951)
- Sette ore di guai, режисер Vittorio Metz та Marcello Marchesi (1951)
- Поліцейські та злодії (Guardie e ladri), режисер Стено, Маріо Монічеллі (1951)
- Totò e i re di Roma, режисер Стено, Маріо Монічеллі (1952)
- Totò a colori, режисер Стено (1952)
- Dov'è la libertà?, режисер Роберто Росселліні (1952)
- Totò e le donne, режисер Стено, Маріо Монічеллі (1952)
- L'uomo, la bestia e la virtù, режисер Стено (1953)
- Un turco napoletano, режисер Маріо Маттолі (1953)
- Una di quelle, режисер Альдо Фабріці (1953)
- Il più comico spettacolo del mondo, режисер Маріо Маттолі (1953)
- Siamo donne, режисер Luchino Visconti (1953)
- Questa è la vita, епізод Водійські права, режисерЛуїджі Дзампа (1954)
- Miseria e nobiltà, режисер Маріо Маттолі (1954)
- Tempi nostri, епізод Фотоапарат, режисер Алессандро Блазетті (1954)
- I tre ladri, режисер Lionello De Felice (1954)
- Il medico dei pazzi, режисер Маріо Маттолі (1954)
- Totò cerca pace, режисер Маріо Маттолі (1954)
- Де свобода? / Dov'è la libertà…?, режисер Роберто Росселліні (1954)
- L'oro di Napoli, епізод Ґуаппо, режисер Вітторіо Де Сіка (1954)
- Totò all'inferno, режисер Камілло Мастрочінкве (1955)
- Totò e Carolina, режисер Маріо Монічеллі (1955)
- Siamo uomini o caporali?, режисер Камілло Мастрочінкве (1955)
- Racconti romani, режисер Джанні Франчоліні (1955)
- Destinazione Piovarolo, режисер Domenico Paolella (1955)
- Il coraggio, режисер Domenico Paolella (1955)
- La banda degli onesti, режисер Камілло Мастрочінкве (1956)
- Totò, lascia o raddoppia?, режисер Камілло Мастрочінкве (1956)
- Тото, Пеппіно і розпусниця, режисер Камілло Мастрочінкве (1956)
- Totò, Peppino e i fuorilegge, режисер Камілло Мастрочінкве (1956)
- Totò, Vittorio e la dottoressa, режисер Камілло Мастрочінкве (1957)
- Totò e Marcellino, режисер Antonio Musu (1958)
- Totò, Peppino e le fanatiche, режисер Маріо Маттолі (1958)
- Gambe d'oro, режисер Turi Vasile (1958)
- Зловмисники, як завжди, залишилися невідомими/(I soliti ignoti), режисер Маріо Монічеллі (1958)
- Totò a Parigi, режисер Камілло Мастрочінкве (1958)
- Закон є закон, режисер Крістіан-Жак (1958)
- Totò nella luna, режисер Стено (1958)
- Totò, Eva e il pennello proibito, режисер Стено (1959)
- I tartassati, режисер Стено (1959)
- Злодії, I ladri, режисер Лучо Фульчі (1959)
- Arrangiatevi!, режисер Мауро Болоньїні (1959)
- La cambiale, режисер Камілло Мастрочінкве (1959)
- Noi duri, режисер Камілло Мастрочінкве (1960)
- Signori si nasce, режисер Маріо Маттолі (1960)
- Totò, Fabrizi e i giovani d'oggi, режисер Маріо Маттолі (1960)
- Триспальне ліжко (Letto a tre piazze), режисер Стено (1960)
- Risate di gioia, режисер Маріо Монічеллі (1960)
- Chi si ferma è perduto, режисер Серджо Корбуччі (1960)
- Sua Eccellenza si fermò a mangiare, перевидано 1967 з назвою Il dottor Tanzarella, medico personale del fondatore dell'impero, режисер Маріо Маттолі (1961)
- Totò, Peppino e...la dolce vita, режисер Серджо Корбуччі (1961)
- Tototruffa 62, режисер Камілло Мастрочінкве (1961)
- I due marescialli, режисер Серджіо Корбуччі (1962)
- Totò diabolicus, режисер Стено (1962)
- Totò contro Maciste, режисер Fernando Cerchio (1962)
- Totò e Peppino divisi a Berlino, режисер Giorgio Bianchi (1962)
- Lo smemorato di Collegno, режисер Серджо Корбуччі (1962)
- Totò di notte n. 1, режисер Маріо Амендола (1962)
- I due colonnelli, режисер Стено (1962)
- Il giorno più corto, режисер Серджо Корбуччі (1963)
- Totò contro i quattro, режисер Стено (1963)
- Чернець з Монци, режисер Серджо Корбуччі (1963)
- Le motorizzate, епізод Il vigile ignoto, режисер Маріно Джироламі (1963)
- Totò e Cleopatra, режисер Fernando Cerchio (1963)
- Totò sexy, режисер Маріо Амендола (1963)
- Gli onorevoli, режисер Серджо Корбуччі (1963)
- Командир (Il comandante), режисер Паоло Еуш (1963)
- Totò contro il pirata nero, режисер Fernando Cerchio (1964)
- Che fine ha fatto Totò Baby?, режисер Ottavio Alessi, in realtà di Paolo Heusch (1964)
- Le belle famiglie, епізод Amare è un po' morire, режисерУго Грегоретті (1964)
- Totò d'Arabia, режисер José Antonio De La Loma, in realtà di Paolo Heusch (1965)
- Gli amanti latini, епізод Amore e morte, режисер Mario Costa (1965)
- La mandragola, режисер Альберто Латтуада (1965)
- Rita, la figlia americana, режисер П'єро Вівареллі (1965)
- Птахи великі і малі, режисер П'єр Паоло Пазоліні (1966)
- Операція «Святий Януарій», режисер Діно Різі (1966)
- Відьми, епізод Земля, яку видно з Місяця, режисер П'єр Паоло Пазоліні (1967)
- Totò Premio Nobel, режисер Daniele D'Anza (1967)
- Каприз по-італійськи, епізоди Il mostro della domenica реж. Стено та Che cosa sono le nuvole?, реж. П'єр Паоло Пазоліні (1967)

## Вислови
«Зробіть таку ласку!» (Ma mi faccia il piacere!) — один з висловів Тотò